# 世太史第
30°30′29″N 117°02′31″E / 30.50806°N 117.04194°E
世太史第位于中国安徽省安庆市迎江区天台里街9号，是一座清代民居，2006年被列为第六批全国重点文物保护单位。国家级AAA旅游景区。
世太史第始建于明万历年间，原为明刑部给事中刘尚志宅第。清代重修。同治三年（1864年），赵畇购得此宅。因赵畇与其父赵文楷、子赵继元、孙赵曾重四代翰林，故称“世太史第”、“四代翰林宅”。赵继元曾孙赵朴初即诞生在此宅中，故又称赵朴初故居。
世太史第坐北朝南，砖木结构，占地面积4463平方米，建筑面积2733平方米，分东西两路中轴线。东路四进，西路三进，除西路第三进为三开间外，其它各进均为五开间。西路第二进后为花园。2003年11月1日，安庆市人民政府出资1300万元、历时三年的世太史第的修缮工程竣工。